# 900 a.C.

## Eventos
- Equéstrato, rei da cidade grega de Esparta, da dinastia ágida, m. 870 a.C..

## Mortes
- Ágis I rei da cidade grega de Esparta de 930 a.C.. Fundador da dinastia ágida.